# الكراث (حبيش)

تعديل مصدري - تعديل

الكراث محلة تابعة لقرية نجد السبيح، التابعة لعزلة بني شبيب بمديرية حبيش إحدى مديريات محافظة إب في الجمهورية اليمنية، بلغ تعداد سكانها 114 حسب تعداد اليمن لعام 2004.